# Curtis Joseph
Curtis Shayne Joseph (rodným jménem Munro; * 29. září 1967, Keswick) je bývalý kanadský hokejový brankář. S kanadskou reprezentací vyhrál olympijský turnaj na hrách v Salt Lake City roku 2002 a Spenglerův pohár 2007. Má též stříbro ze Světového poháru 1996 a z mistrovství světa konaného téhož roku. NHL hrál v letech 1989–2009 (s dvěma krátkými odskoky do IHL a AHL) za kluby St. Louis Blues, Edmonton Oilers, Toronto Maple Leafs, Detroit Red Wings, Phoenix Coyotes a Calgary Flames. V NHL dosáhl 454 vítězství, tedy sedmý největší počet mezi brankáři. V základní části odehrál 943 zápasů, 51 krát udržel čisté konto a dosáhl průměrné úspěšnosti zásahů 90,61 procenta. Ve vyřazovací části (Stanleyově poháru) přidal 133 utkání a úspěšnost vytáhl na 91,67 procenta. Roku 2000 obdržel King Clancy Memorial Trophy, pro hráče s nejlepšími lidskými kvalitami. Měl přezdívku Cujo, podle psa ze známého hororového románu Stephena Kinga. Tohoto psal měl vyobrazeného na své masce.

## Ocenění a úspěchy
- 1989 WCHA – První All-Star Tým
- 1989 WCHA – Hráč roku
- 1989 WCHA – Nováček roku
- 1989 NCAA – Druhý západní All-American Tým
- 1993 NHL – Nejúspěšnější brankář
- 2000 NHL – King Clancy Memorial Trophy

## Prvenství
- Debut v NHL - 2. ledna 1990 (St. Louis Blues proti Edmonton Oilers)
- První inkasovaný gól v NHL - 2. ledna 1990 (St. Louis Blues proti Edmonton Oilers, kanadským útočníkem Joe Murphy)
- První čisté konto v NHL - 19. prosince 1991 (St. Louis Blues proti San Jose Sharks)

## Statistiky

### Základní části
| Sezona       | Tým                     | Liga         | Z   | V   | P   | R  | Pvp | MIN    | OG    | ČK | POG  | %ChS |
| ------------ | ----------------------- | ------------ | --- | --- | --- | -- | --- | ------ | ----- | -- | ---- | ---- |
| 1984–85      | King City Dukes         | MetJHL       | 18  | —   | —   | —  | —   | 947    | 76    | —  | 4.82 | —    |
| 1984–85      | Newmarket Flyers        | OJHL         | 2   | 1   | 1   | 0  | —   | 120    | 16    | —  | 8.00 | —    |
| 1985–86      | Richmond Hill Dynes     | OJHL         | 33  | 12  | 18  | 0  | —   | 1716   | 156   | 1  | 5.45 | —    |
| 1986–87      | Richmond Hill Dynes     | OJHL         | 30  | 14  | 7   | 6  | —   | 1764   | 128   | 1  | 4.35 | —    |
| 1987–88      | Notre Dame Hounds       | SJHL         | 36  | 25  | 4   | 7  | —   | 2174   | 94    | 1  | 2.59 | .916 |
| 1988–89      | University of Wisconsin | WCHA         | 38  | 21  | 11  | 5  | —   | 2267   | 94    | 1  | 2.49 | .919 |
| 1989–90      | Peoria Rivermen         | IHL          | 23  | 10  | 8   | 2  | —   | 1241   | 80    | 0  | 3.87 | —    |
| 1989–90      | St. Louis Blues         | NHL          | 15  | 9   | 5   | 1  | —   | 852    | 48    | 0  | 3.38 | .890 |
| 1990–91      | St. Louis Blues         | NHL          | 30  | 16  | 10  | 2  | —   | 1710   | 89    | 0  | 3.12 | .898 |
| 1991–92      | St. Louis Blues         | NHL          | 60  | 27  | 20  | 10 | —   | 3494   | 175   | 2  | 3.01 | .910 |
| 1992–93      | St. Louis Blues         | NHL          | 68  | 29  | 28  | 9  | —   | 3890   | 196   | 1  | 3.02 | .911 |
| 1993–94      | St. Louis Blues         | NHL          | 71  | 36  | 23  | 11 | —   | 4127   | 213   | 1  | 3.10 | .911 |
| 1994–95      | St. Louis Blues         | NHL          | 36  | 20  | 10  | 1  | —   | 1914   | 89    | 1  | 2.79 | .902 |
| 1995–96      | Las Vegas Thunder       | IHL          | 15  | 12  | 2   | 1  | —   | 873    | 29    | 1  | 1.99 | .929 |
| 1995–96      | Edmonton Oilers         | NHL          | 34  | 15  | 16  | 2  | —   | 1935   | 111   | 0  | 3.44 | .886 |
| 1996–97      | Edmonton Oilers         | NHL          | 72  | 32  | 29  | 9  | —   | 4089   | 200   | 6  | 2.93 | .907 |
| 1997–98      | Edmonton Oilers         | NHL          | 71  | 29  | 31  | 9  | —   | 4132   | 181   | 8  | 2.63 | .905 |
| 1998–99      | Toronto Maple Leafs     | NHL          | 67  | 35  | 24  | 7  | —   | 4001   | 171   | 3  | 2.56 | .910 |
| 1999–00      | Toronto Maple Leafs     | NHL          | 63  | 36  | 20  | 7  | —   | 3801   | 158   | 4  | 2.49 | .915 |
| 2000–01      | Toronto Maple Leafs     | NHL          | 68  | 33  | 27  | 8  | —   | 4100   | 163   | 6  | 2.39 | .915 |
| 2001–02      | Toronto Maple Leafs     | NHL          | 51  | 29  | 17  | 5  | —   | 3065   | 114   | 4  | 2.23 | .906 |
| 2002–03      | Detroit Red Wings       | NHL          | 61  | 34  | 19  | 6  | —   | 3566   | 148   | 5  | 2.49 | .912 |
| 2003–04      | Grand Rapids Griffins   | AHL          | 1   | 1   | 0   | 0  | —   | 60     | 1     | 0  | 1.00 | .952 |
| 2003–04      | Detroit Red Wings       | NHL          | 31  | 16  | 10  | 3  | —   | 1708   | 68    | 2  | 2.39 | .909 |
| 2005–06      | Phoenix Coyotes         | NHL          | 60  | 32  | 21  | —  | 3   | 3424   | 166   | 4  | 2.91 | .902 |
| 2006–07      | Phoenix Coyotes         | NHL          | 55  | 18  | 31  | —  | 2   | 2993   | 159   | 4  | 3.19 | .893 |
| 2007–08      | Calgary Flames          | NHL          | 9   | 3   | 2   | —  | 0   | 399    | 17    | 0  | 2.55 | .906 |
| 2008–09      | Toronto Maple Leafs     | NHL          | 21  | 5   | 9   | —  | 1   | 383    | 50    | 0  | 3.57 | .869 |
| Celkem v NHL | Celkem v NHL            | Celkem v NHL | 943 | 454 | 352 | 90 | 6   | 54,055 | 2,516 | 51 | 2.79 | .906 |

### Play-off
| Sezona       | Tým                 | Liga         | Z   | V  | P  | MIN   | OG  | ČK | POG  | %ChS |
| ------------ | ------------------- | ------------ | --- | -- | -- | ----- | --- | -- | ---- | ---- |
| 1987–88      | Notre Dame Hounds   | CC           | 5   | 4  | 1  | 321   | 17  | —  | 3.17 | —    |
| 1989–90      | St. Louis Blues     | NHL          | 6   | 4  | 1  | 327   | 18  | 0  | 3.30 | .892 |
| 1991–92      | St. Louis Blues     | NHL          | 6   | 2  | 4  | 379   | 23  | 0  | 3.64 | .894 |
| 1992–93      | St. Louis Blues     | NHL          | 11  | 7  | 4  | 715   | 27  | 2  | 2.27 | .938 |
| 1993–94      | St. Louis Blues     | NHL          | 4   | 0  | 4  | 246   | 15  | 0  | 3.66 | .905 |
| 1994–95      | St. Louis Blues     | NHL          | 7   | 3  | 3  | 392   | 24  | 0  | 3.67 | .865 |
| 1996–97      | Edmonton Oilers     | NHL          | 12  | 5  | 7  | 767   | 36  | 2  | 2.82 | .911 |
| 1997–98      | Edmonton Oilers     | NHL          | 12  | 5  | 7  | 715   | 23  | 3  | 1.93 | .928 |
| 1998–99      | Toronto Maple Leafs | NHL          | 17  | 9  | 8  | 1011  | 41  | 1  | 2.43 | .907 |
| 1999–00      | Toronto Maple Leafs | NHL          | 12  | 6  | 6  | 729   | 25  | 1  | 2.06 | .932 |
| 2000–01      | Toronto Maple Leafs | NHL          | 11  | 7  | 4  | 685   | 24  | 3  | 2.10 | .927 |
| 2001–02      | Toronto Maple Leafs | NHL          | 20  | 10 | 10 | 1253  | 48  | 3  | 2.30 | .934 |
| 2002–03      | Detroit Red Wings   | NHL          | 4   | 0  | 4  | 289   | 10  | 0  | 2.08 | .917 |
| 2003–04      | Detroit Red Wings   | NHL          | 9   | 4  | 4  | 518   | 12  | 1  | 1.39 | .939 |
| 2007–08      | Calgary Flames      | NHL          | 2   | 1  | 0  | 79    | 1   | 0  | 0.76 | .970 |
| Celkem v NHL | Celkem v NHL        | Celkem v NHL | 132 | 63 | 66 | 8,106 | 327 | 16 | 2.45 | .917 |

### Reprezentace
| Rok                       | Tým                       | Soutěž                    | Z  | V | P | R | MIN | OG | ČK | POG  | %ChS |
| ------------------------- | ------------------------- | ------------------------- | -- | - | - | - | --- | -- | -- | ---- | ---- |
| 1996                      | Kanada                    | MS                        | 8  | — | — | — | 409 | 12 | 2  | 1.94 | .916 |
| 1996                      | Kanada                    | SP                        | 7  | 5 | 2 | 0 | 468 | 18 | 1  | 2.31 | .908 |
| 2002                      | Kanada                    | OH                        | 1  | 0 | 1 | 0 | 60  | 5  | 0  | 5.00 | .800 |
| Seniorská kariéra celkově | Seniorská kariéra celkově | Seniorská kariéra celkově | 16 | — | — | — | 937 | 35 | 3  | 2.24 | —    |